# Боготольский сельсовет
Боготольский сельсовет - сельское поселение в Боготольском районе Красноярского края.
Административный центр - село Боготол.

## Население
| 2010 | 2012  | 2013  | 2014  | 2015  | 2016  | 2017  |
| ---- | ----- | ----- | ----- | ----- | ----- | ----- |
| 3032 | ↘2949 | ↘2849 | ↘2763 | ↘2733 | ↘2711 | ↘2679 |

## Состав сельского поселения
| № | Населённый пункт            | Тип населённого пункта       | Население |
| - | --------------------------- | ---------------------------- | --------- |
| 1 | Боготол                     | село, административный центр | ↗1992     |
| 2 | Боготольский Завод          | деревня                      | 1         |
| 3 | Владимировка                | деревня                      | 339       |
| 4 | Лозняки                     | посёлок                      | 59        |
| 5 | Медяково                    | село                         | 272       |
| 6 | Орга                        | посёлок                      | 228       |
| 7 | Посёлок Птицетоварной фермы | посёлок                      | 122       |
| 8 | Шулдат                      | посёлок                      | 19        |

## Местное самоуправление
Боготольский сельский Совет депутатов
Дата избрания: 14.03.2010. Срок полномочий: 5 лет. Количество депутатов: 12
Глава муниципального образования
- Филиппов Сергей Анатольевич. Дата избрания: 14.03.2010. Срок полномочий: 5 лет